# 奈良空襲

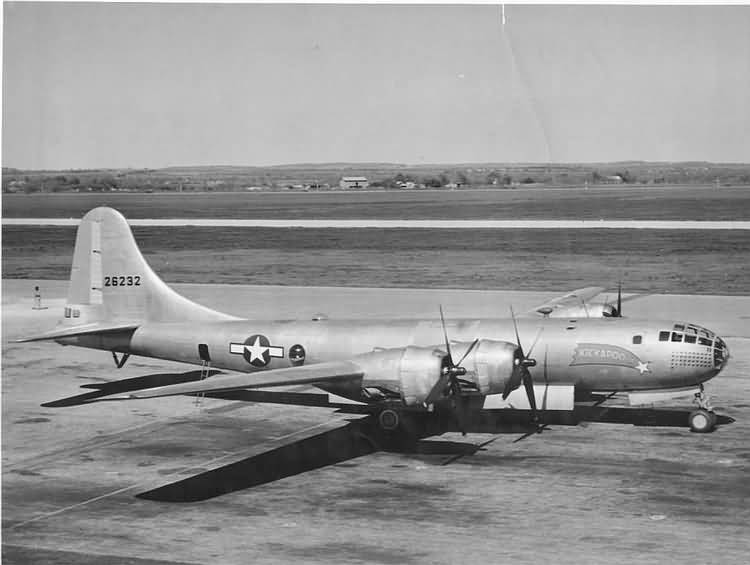
空襲を行ったB29爆撃機

奈良空襲（ならくうしゅう）は、アメリカ軍によって太平洋戦争中の1945年（昭和20年）に行われた無差別爆撃である。

## 概要

### 奈良市内への空襲
- 6月1日、奈良市中心市街地法蓮町、法華寺町へ初空襲。国民学校生の児童1人が焼死[1]。
- 6月26日、生駒方面から飛来したB29が奈良市の一条通り沿いを爆撃。　
以降、大阪、京都、名古屋などの大都市と比べると被害が小さいものの奈良県全域へ空襲を行った。報道管制が敷かれたため被害の全容は判明していない。
- 7月22日、奈良駅付近に空襲、機銃掃射による負傷者が発生した。
- 日付不明、白毫寺町へ空襲が行われ、爆弾が投下された。被害未詳。

### 田原本町への空襲
- 6月15日、空襲が行われ、28件の家屋が全半焼した。少なくとも死者4名、負傷者1名。

### 桜井市への空襲
- 7月初頭、長谷へ空襲が行われ機銃掃射で少なくとも1名が死亡した。

### 王寺町への空襲
- 7月14日、新王寺駅付近に空襲が行われ、機銃掃射で少なくとも2名が死亡した。

### 明日香村への空襲
- 7月19日、空襲が行われ、機銃掃射で少なくとも1名が死亡した。

### 法隆寺村への空襲
- 7月22日、興留地区へ空襲が行われ、機銃掃射による負傷者が発生した。

### 榛原駅への空襲
- 7月24日、午前9時過ぎ、榛原駅へ進入中の近鉄電車に向けて戦闘機からの機銃掃射が行われた。

慰霊碑の碑文によると死者11名、負傷者27名で奈良県下最大の被害。

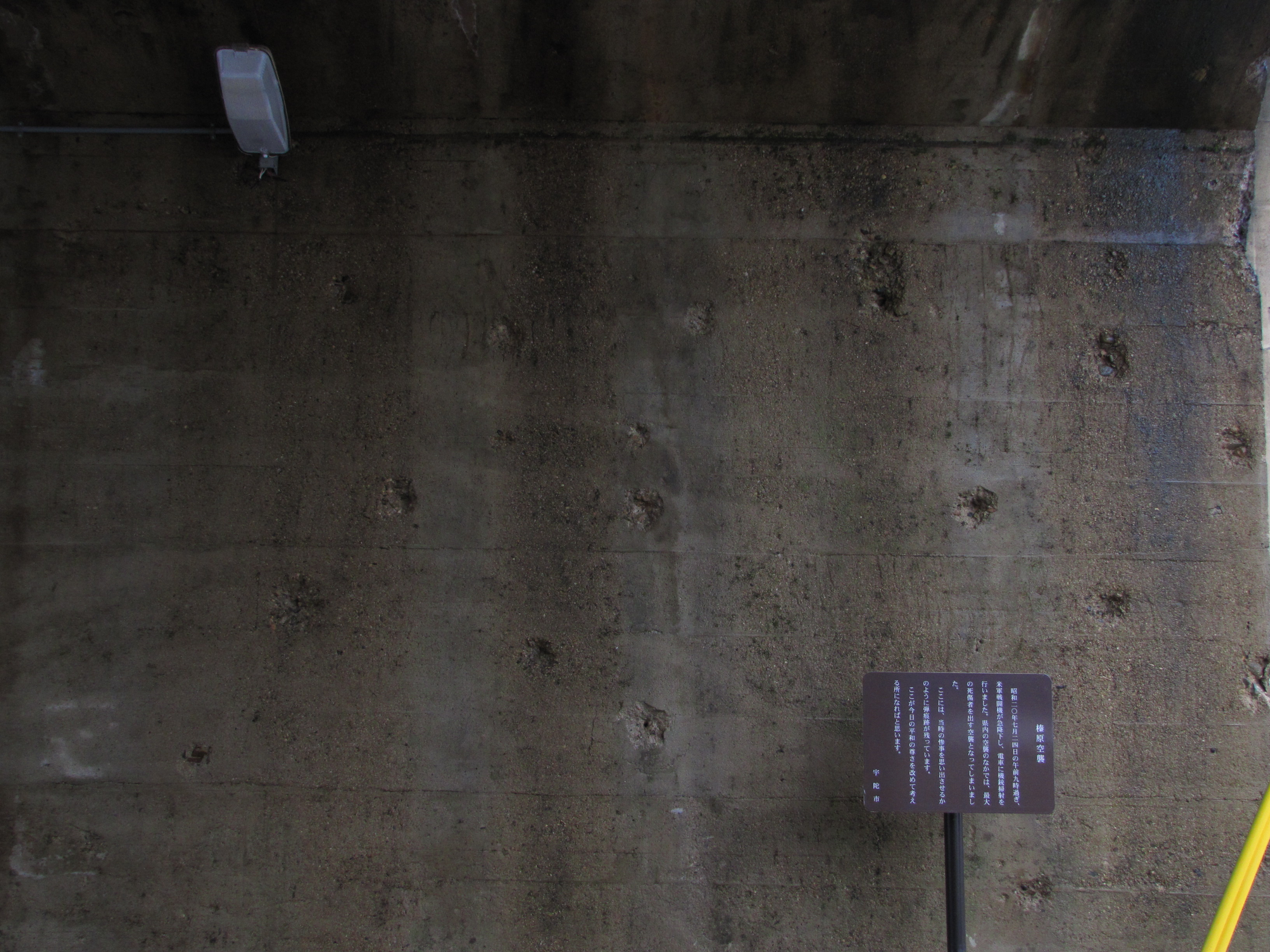
榛原空襲機銃痕と説明板

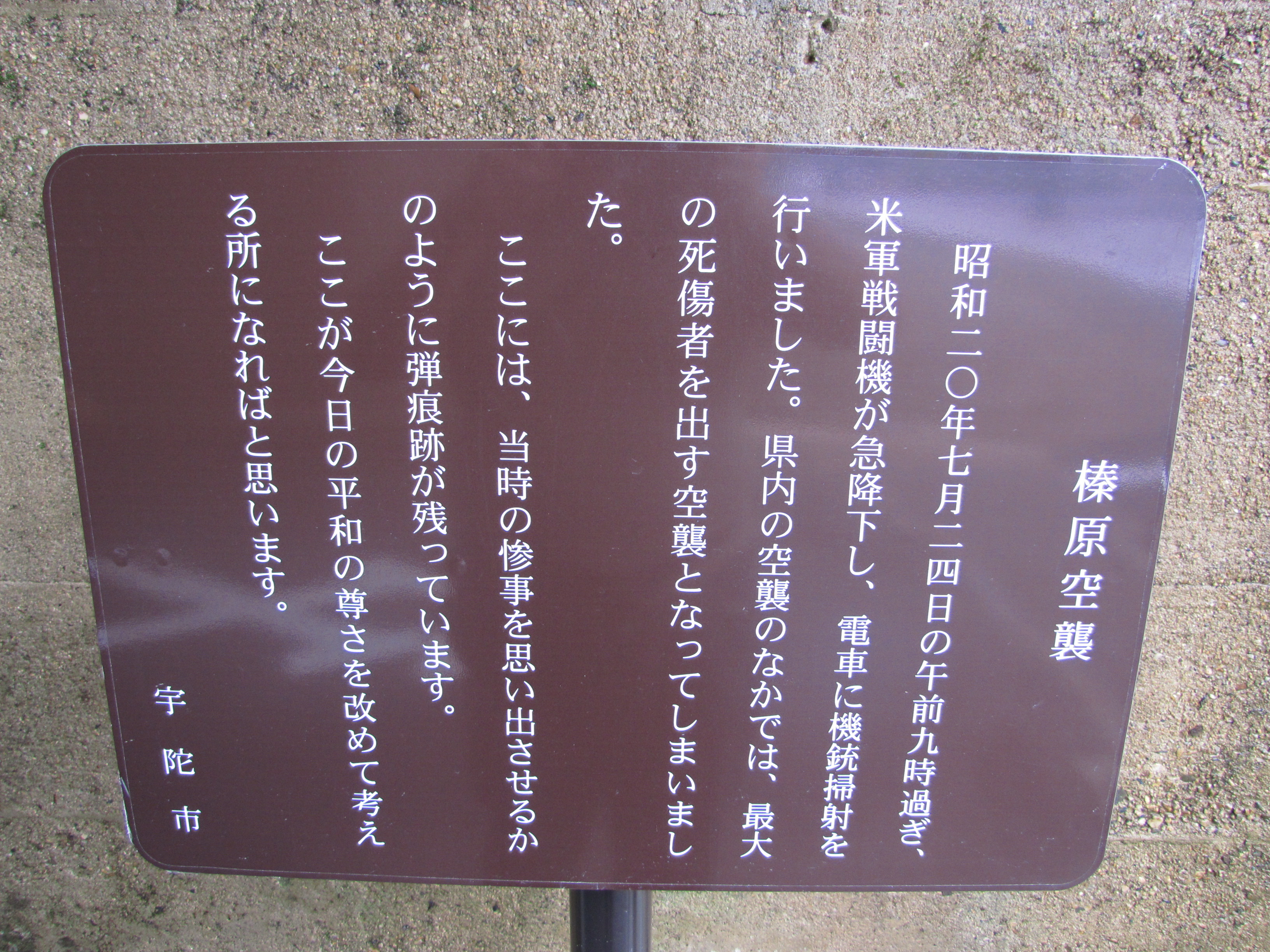
榛原空襲機銃痕の説明文

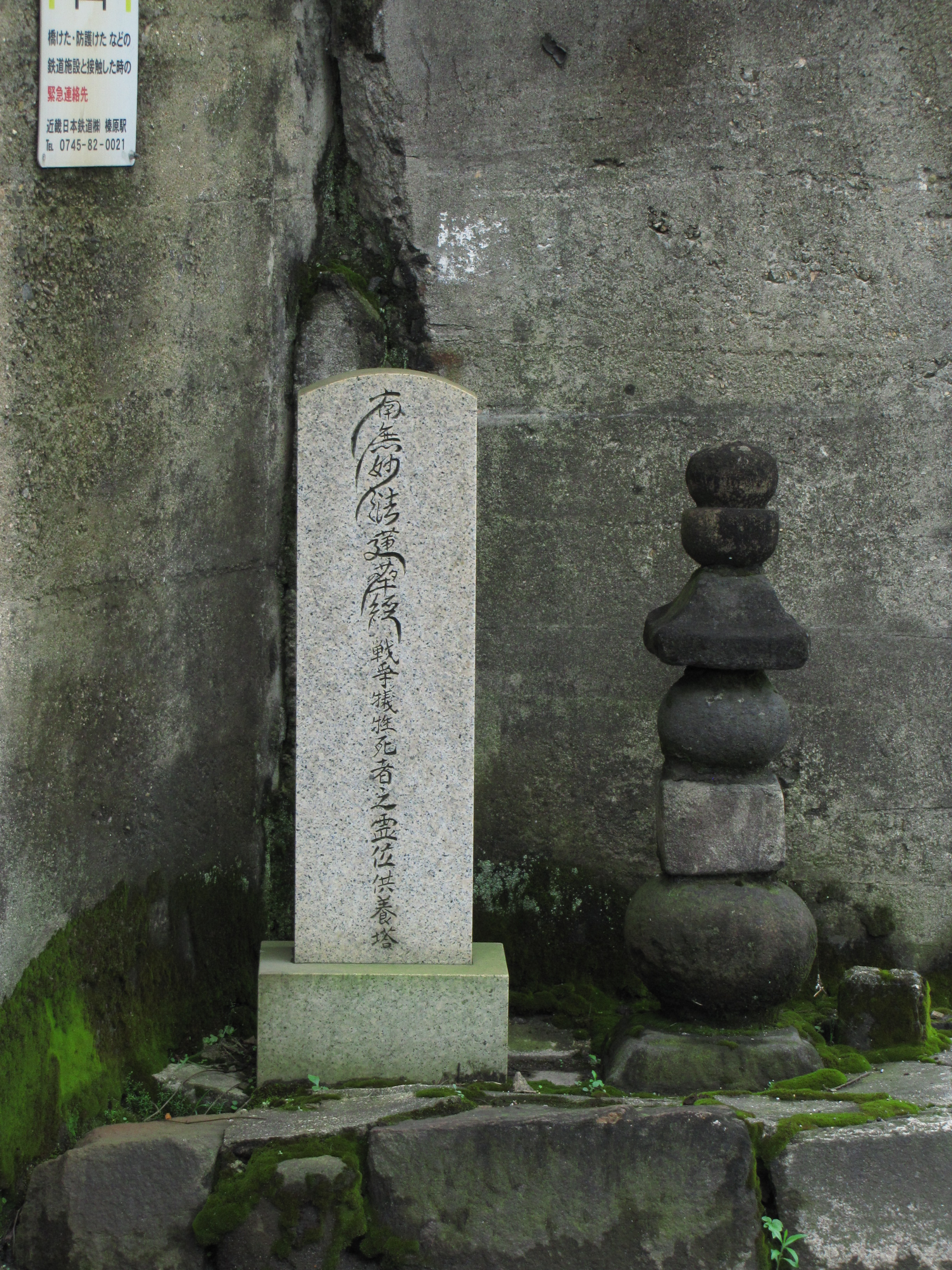
榛原空襲犠牲者を慰霊する慰霊碑

### 柳本飛行場への空襲
- 7月28日、柳本飛行場、大輪田駅へ空襲が行われ、機銃掃射で大輪田駅において少なくとも1名が死亡した。

### 大和郡山市への空襲
- 7月30日、片桐地区へ空襲が行われ、機銃掃射で少なくとも2名が死亡した。

### 北宇智への空襲
- 8月8日、北宇智駅、北宇智国民学校、五條町の大川橋が米軍の空母艦載機による爆撃を受け、国民学校の児童ら死者5名以上負傷者49名以上と多数の死傷者を出した。
  - 同日、下田、北今市で死者2名以上、高田製鋼所で死者2名以上、畝傍御陵前駅で死者1名以上が機銃掃射により犠牲となった。

### 天理市への空襲
- 8月14日、庵治地区へ空襲が行われ、家屋1戸に被害がでた。

## 参考資料
- 「戦略爆撃調査団資料」アメリカ公文書館
- 吉田守男『京都に原爆を投下せよ ウォーナー伝説の真実』角川書店（改題し「日本の古都はいかにして空襲を免れたか」朝日文庫）
- 市制施行地別空襲被害調査表 - ウェイバックマシン（2003年10月1日アーカイブ分）
- 奈良県の戦跡

## 註
1. ↑  奈良への空襲